# Purbeck Stone

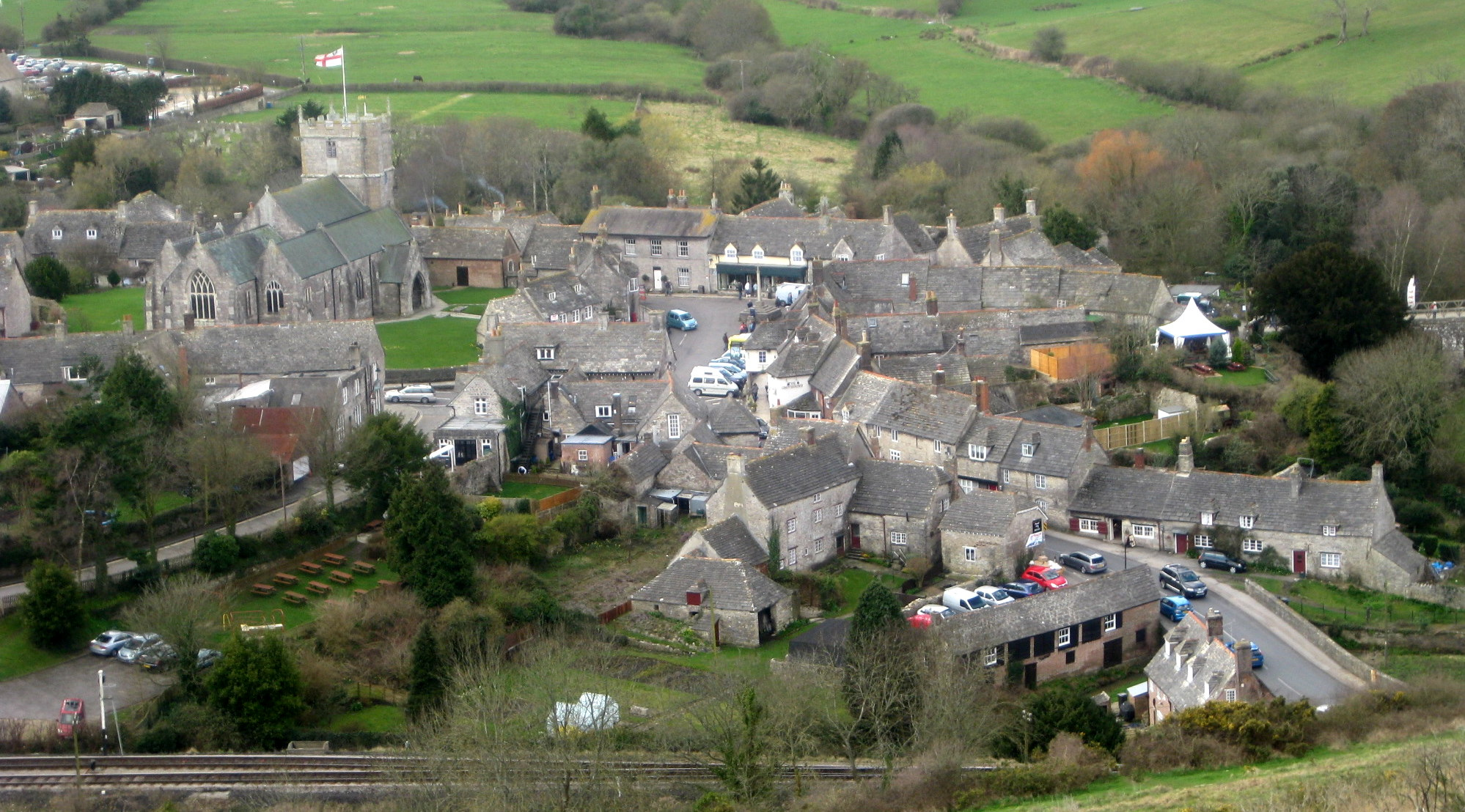
Purbeck Stone and Corfe Castle Village Centre

Purbeck Stone (deutsch Purbeck-Stein) ist ein Sedimentgestein. Gewonnen wird es wie auch der  Purbeck Marble hauptsächlich auf der Halbinsel Isle of Purbeck in der Grafschaft Dorset an der Südküste von England.

## Entstehung
Die Isle of Purbeck ist geologisch komplex aufgebaut. Vielen Arten von Fossilien enthaltendem Kalkstein wurden im späten Jura (Kimmeridgium und Tithonium) und der frühen Kreide (Berriasium) abgelagert. Die Ablagerungen erfolgten im Wechsel von Salz- und Süßwasser in Meeresbuchten vor etwa 155 bis 141 Millionen Jahren (ehemalige Purbeck-Stufe). Dabei wurde zunächst Ton auf dem Grund der Meeresbuchten abgelagert. Darauf folgte Portlandsand und Schichten von Purbeck-Stein  und Portland. In den Schichten des Purbeck Stone lagerten sich Muscheln, Fische und Reptilien ab.
Die aus kristallinem Kalkstein bestehenden Schichten haben verschiedene Farben von graublau bis beige. Jede Schicht ist durch ihre Fossilien einzigartig. Es wurden auch zahlreiche Saurierspuren gefunden.
Die oberste Schicht des Purbeck-Steins ist der Purbeck-Marmor, darunter befinden sich rot oder grün gefärbte Variationen. Diese Schichten erhalten ihre Färbung durch mineralische Verunreinigungen und liegen zwischen Schichten aus weichem Ton und Tonstein. 

## Gewinnung

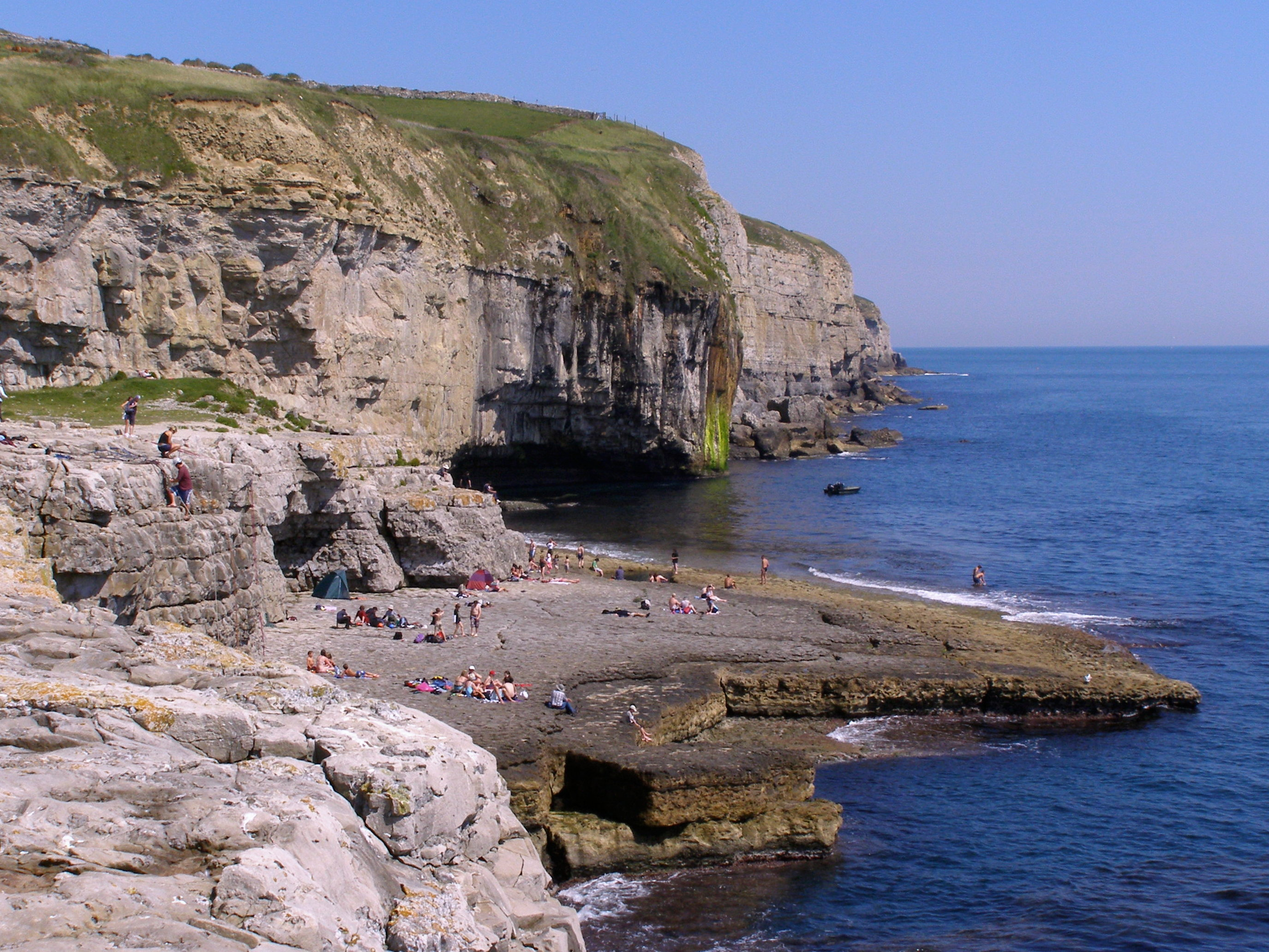
Ehemaliger Steinbruch Dancing Ledge

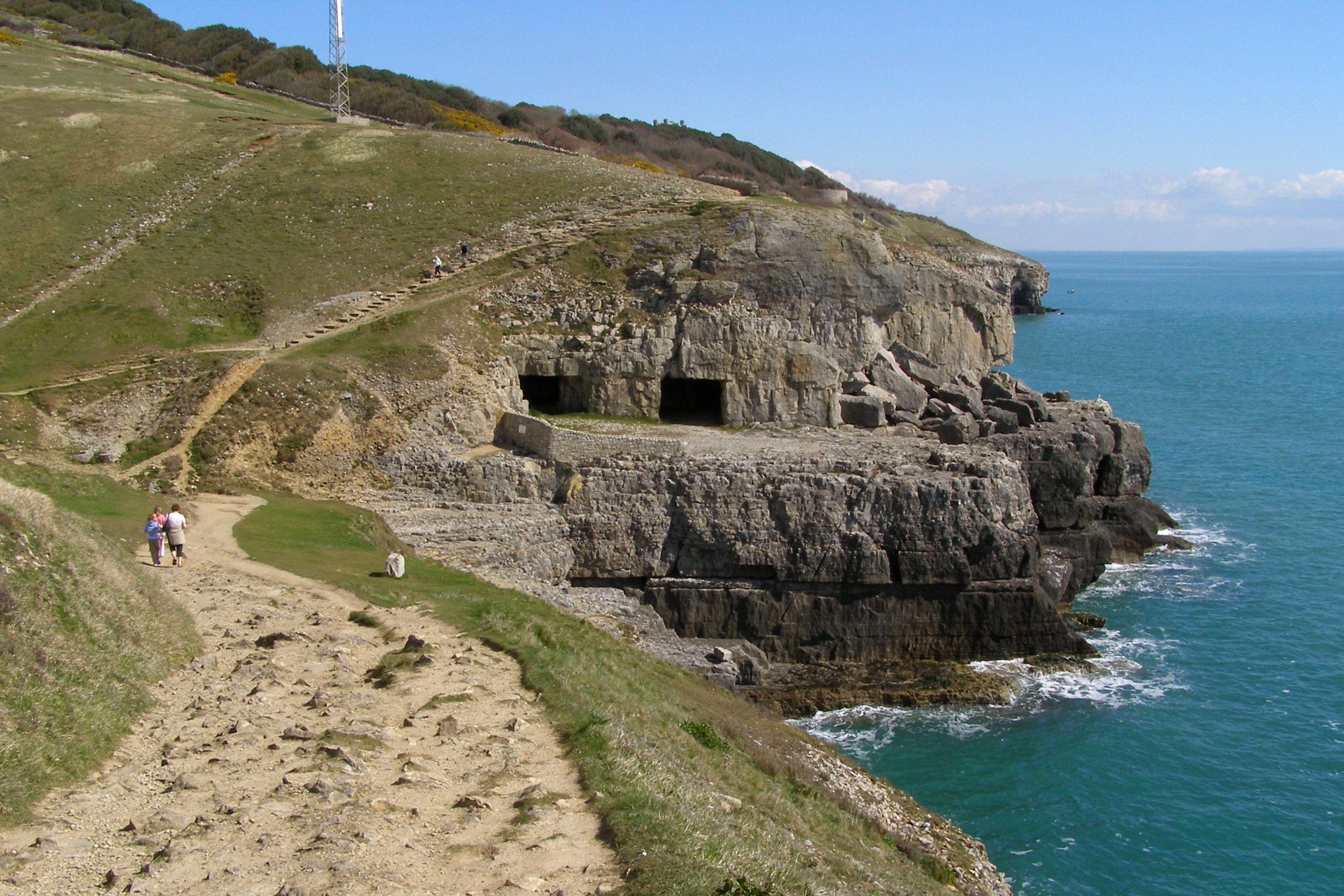
Tilly Whim Caves

Die Kalksteine von Purbeck wurden seit der römischen Zeit bis heute bearbeitet, möglicherweise bereits in der Bronzezeit. Beim kommerziellen Abbau werden 24 verschiedene Schichten unterschieden. Diese unterscheiden sich durch ihre charakteristischen fossilen Weichtierarten.
Die Ausläufer des Purbeck-Kalksteins entlang der Nordseite der Halbinsel sind durch viele mittelalterliche und moderne Gruben markiert. Römische Gruben wurden nicht identifiziert; es wird angenommen, dass diese von späteren Steinbrüchen verdeckt wurden. Es gibt mehrere vermutete Römersteinbrüche, die wahrscheinlichsten Standorte sind bei Wilkswood, Dunshay Manor und Worbarrow.
Die Isle of Purbeck ist bekannt für ihre Küste und Landschaft. Der Gesteinsabbau reicht entlang der Küste von Swanage, Langton Matravers, Acton bis Worth Matravers. Purbeck-Stein wurde auch weiter westlich im Blashenwell Farm Pit in der Pfarrei Corfe Castle gewonnen. Auch Dancing Ledge war einst ein Steinbruch. Tilly Whim Caves besteht aus drei ehemaligen Steinbrüchen. Der ehemalige Steinbruch Belle Vue Quarry wurde 1977 zu einem Gebiet von besonderem wissenschaftlichen Interesse erklärt.
In der Vergangenheit wurde der Stein unterirdisch abgebaut, heute im Tagebau. Das Gestein wird im Frühjahr maschinell abgebaut und gestapelt, um es während des Sommers zu trocknen. Auf diese Weise bildet der Stein keine Risse, wenn die Temperatur im Winter unter den Gefrierpunkt fällt.

## Nutzung

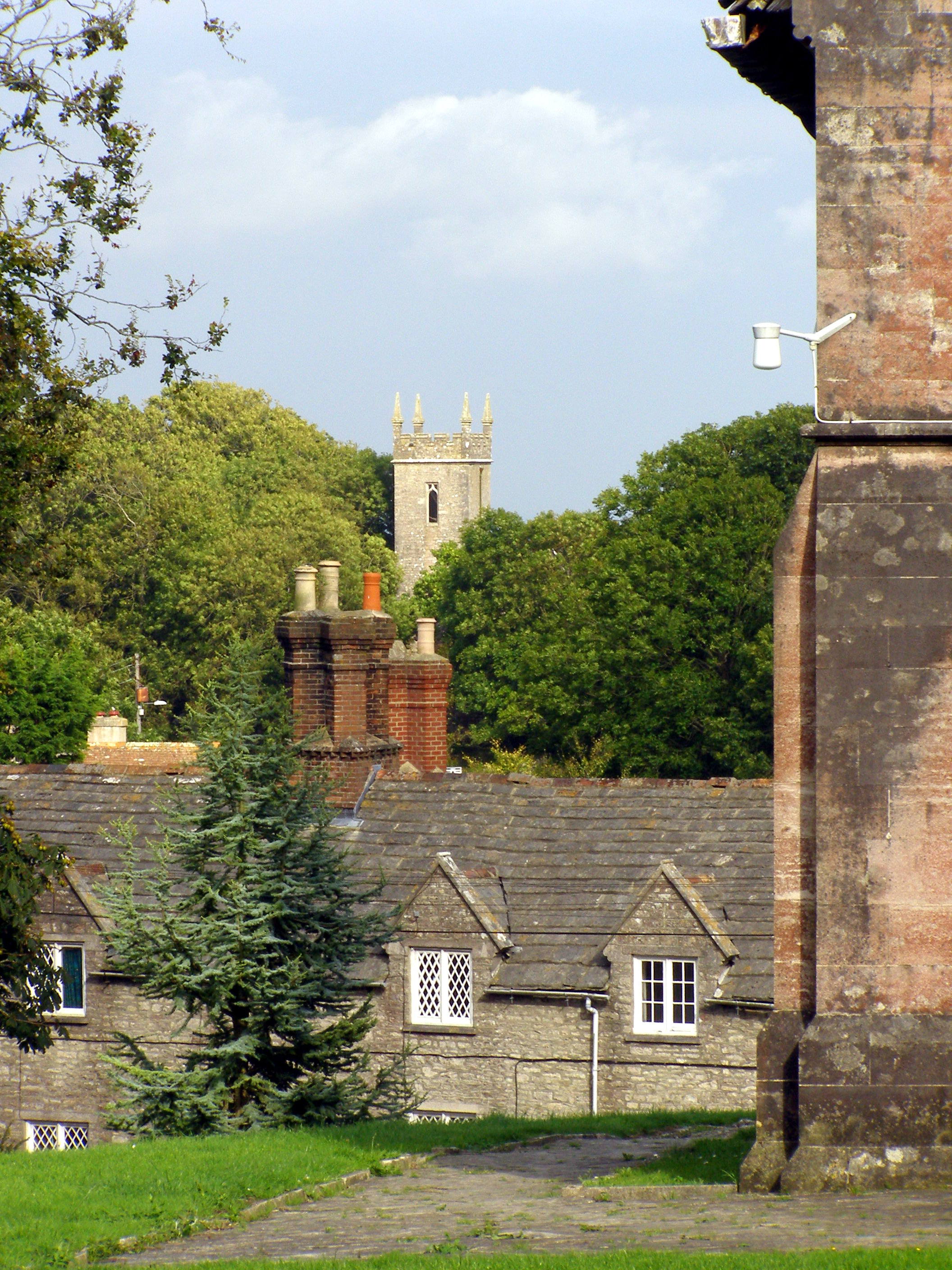
Rechts die neue Kirche St James in Kingston, im Hintergrund die alte Kirche

Purbeck-Marmor ist zwar dunkler als der Kalkstein, aber Purbeck-Stein ist witterungsbeständiger als der Marmor. Dieser wird nur noch selten und meist für Reparaturarbeiten abgebaut, aber auch durch eine Reihe von zeitgenössischen Bildhauern genutzt. Der Purbeck-Kalkstein hingegen wird heute noch intensiv abgebaut.
Während der römischen Periode wurde Purbeck-Marmor für Inschriftplatten, architektonische Formstücke oder Verkleidungen, Mörser und Stößel verwendet. Er wurde auch im Mittelalter abgebaut und ist in fast allen Kirchen und Kathedralen des Südens von England als Säulen und Bodenbelag zu sehen. Beispielsweise fand Purbeck-Marmor für das innere Mauerwerk und die Böden von Westminster Abbey Verwendung. Purbeck-Stein wurde für das Mauerwerk vieler anderer Kirchen verwendet. In der Neuzeit wurde der Marmor weniger verwendet, doch ein bemerkenswertes Beispiel ist die St James Kirche in Kingston (Dorset), erbaut zwischen 1874 und 1880. Erbauer war John Scott der 3. Earl of Eldon (1845–1926) und Architekt war der bekannte Kirchenarchitekt George Edmund Street (1824–1881).
Die unteren Schichten des Purbeck-Steins werden meist als beständiges Baumaterial oder als Dachplatten benutzt. Alle Schichten wurden für vielfältige Zwecke verwendet, so in Kirchenbauten, Denkmalen und Gartendekoration. Nahezu alle Häuser in den Dörfern von Corfe Castle, Kingston, Worth Matravers, Langton Matravers und Acton sind aus Purbeck-Stein gebaut, die meisten sind auch mit steinernen Dachplatten gedeckt.
John Mowlem (1788–1868) und sein Neffe George Burt (1816–1894), beide aus Swanage, wurden erfolgreiche Bauunternehmer in London. Sie bauten ihr Geschäft mit der Einfuhr von Purbeck-Kalkstein auf und errichteten in London viele Gehwege, Brücken und Häuser mit Purbeck-Stein, unter anderem die Queen Victoria Street (1869), den Billingsgate Fish Market (1874–77) und die City of London School (1880).